# Konference ve Spa
Konference ve Spa proběhla mezi 5. až 16. červencem 1920 a byla setkáním mezi zástupci Nejvyšší válečné rady a Výmarskou republikou. V belgickém Spa došlo k prvnímu poválečnému jednání, kterého se účastnila německá delegace. Jednání byl přítomen britský premiér Lloyd George, francouzský premiér Alexandre Millerand a německý kancléř Constantin Fehrenbach. Hlavním bodem bylo odzbrojení Německa a stanovení válečných reparací tak, jak je požadovala Versailleská smlouva.
Konferenci byla předložena také otázka územních požadavků týkající se sporů mezi nově vzniklými státy Polskem a Československem. Po skončení jednání s Německem se konference 28. července 1920 rozhodla ponechat Zaolší obydlené početnou polskou menšinou Československu. Současně rozhodla o změnách hranic na Oravě a Liptově. Rozhodnutím mocností Dohody Československo odstoupilo Polsku oblast horní Oravy a severní Spiše, celkem 27 vesnic obydlených přibližně 25 tisíci obyvateli. Rozdělené Těšínsko bylo zdrojem napětí mezi Československem a Polskem, které vyvrcholilo po Mnichovu odstoupením sporného území Polsku.